# Roman Ledeniov
Roman Semiónovitx Ledeniov, rus: Рома́н Семёнович Леденёв (Moscou, 4 de desembre de 1930 – 15 d'agost de 2019) fou un compositor i professor de música soviètic i rus, professor del Conservatori de Moscou. Artista del Poble de Rússia (1995).

## Biografia
El 1948 es va graduar a l'Escola Central de Música (a la classe de composició de Ievgueni Méssner i Vissarion Xebalín), el 1955 al Conservatori de Moscou (classe de Nikolai Ràkov, Anatoli Aleksàndrov) i el 1958 a l'escola de graduats al conservatori amb un grau de “composició” (supervisor - Anatoli Aleksàndrov).
El 1956-1964, va ensenyar polifonia, solfeig, instrumentació, harmonia i composició (com a ajudant) al Departament de Teoria de la Música del P. I. Txaikovski.
Des del 1978 dirigí una classe de composició, i des del 1991 també fou professor.
Des del 2006, també fou professor de l'Escola Central de Música a la classe de composició.
Fou membre de la Unió de Compositors Soviètics (Federació Russa) i secretari de la Unió de Compositors de la Federació Russa (1970-1973 i 1995-2006).
Membre de la Unió de Cinematògrafs i de l'Acadèmia Internacional de la Creativitat.
R. S. Ledeniov va ser enterrat a Moscou al cementiri de Troiekúrovskoie.

## Direcció creativa
Els temes principals de l'obra del compositor són el tema de la terra natal, estimada en tot moment, i el tema de la natura russa amb les seves àmplies extensions i altures celestials, de manera que la música de Ledeniov està plena de bellesa sublim, naturalitat, puresa del cristall.
Entre les obres de Ledeniov destaquen Concert-Elegia (per a violoncel i orquestra, 1980), Rússia: verda i blanca de neu, rus: Русь — зелёная и белоснежная, Simfonia en modes simples, rus: Симфония в простых ладах (1991) i Poema-concert (per a viola i orquestra, 1994). També va compondre nombroses obres de música de cambra. Sis peces per a quartet de corda i arpa (1966) i música coral.
La música de Ledeniov sovint s'interpreta les millors sales de concerts de Rússia i a l'estranger. S'inclou en el repertori permanent d'intèrprets brillants com ara V. I. Fedosséiev, B. G. Tevlin, Iuri Baixmet, Valeri Polianski, V. N. Minin, A. A. Vedernikov i molts altres.